# 刘佩智
刘佩智（1953年10月—），汉族，中华人民共和国政治人物、第十一届全国政协委员、第十二届全国政协委员。
1975年9月加入中国共产党，曾任四川省成都市政协主席、国务院食品安全委员会办公室副主任。2008年，当选第十一届全国政协委员，代表特别邀请人士，分入第五十七组。2013年4月起，任国家食品药品监督管理总局副局长、党组成员。